# Temple Shangliu
Le temple Shangliu (chinois : 上流寺 ; pinyin : Shàngliú sì) est situé dans le village de Qingshanqiao (青山桥镇, Qīngshānqiáo Zhèn), sur le xian de Ningxiang, dans la ville-préfecture de Changsha, capitale de la province du Hunan, en République populaire de Chine.

## Historique
Le temple fut fondé sous la dynastie Qing (1644-1911).
Il fut occupé au cours du mouvement du Renouveau culturel (du milieu des années 1910 aux années 1920), l'abbé se retira alors en ermite à la montagne Fozu (佛祖山). Le temple fut ensuite utilisé comme école de couture, puis comme l'école primaire de Ningxiang. En 1939, il servit comme mairie de Shangliu.